# Sobótka (miasto)
Sobótka (niem. Zobten lub Zobten am Berge) – miasto położone u podnóża góry Ślęży w woj. dolnośląskim, w powiecie wrocławskim, miasto nad Czarną Wodą, siedziba gminy miejsko-wiejskiej Sobótka. Prawa miejskie uzyskała w 1399 roku. Jest jedną z najstarszych osad targowych w Polsce.
Wraz z sąsiednimi miejscowościami (Sulistrowice, Sulistrowiczki, Będkowice) stanowi zaplecze turystyczne pobliskiego Wrocławia. Znajdują się tutaj: Dom Turysty PTTK im. Bogusza Zygmunta Stęczyńskiego „Pod Wieżycą”, odkrywkowe kopalnie granitu i skalenia (w zachodniej części Sobótki) oraz plastyczna mapa Masywu Ślęży (na rynku).

## Położenie
Leży u stóp Masywu Ślęży. Miasteczko jest podzielone na części: Centrum, Górka, Zachodnia – Strzeblów.
1 stycznia 2011 roku powierzchnia miasta wynosiła 32,19 km² (168. miejsce w kraju).
Historycznie leży na Dolnym Śląsku. W latach 1975–1998 miasto administracyjnie należało do woj. wrocławskiego.

## Historia
Po raz pierwszy wzmiankowana w 1148 roku w bulli Eugeniusza III jako osada targowa (Sabath). Przywilej odbywania targów nadał osadzie książę Bolesław I Wysoki w 1193 roku. Od 1128 do 1134 roku fundacja Piotra Włosta dla zakonu kanoników regularnych, którzy – aby wykorzenić wciąż żywe kulty pogańskie – na krótko utworzyli na szczycie Ślęży klasztor, bardzo szybko przeniesiony do wsi Górka, a potem do Wrocławia.
W 1221 roku Henryk Brodaty na prośbę opata Witosława nadał jej prawa miejskie na prawie średzkim. Początkowo osada należała do księstwa wrocławskiego, w 1296 roku przeszła do księstwa świdnickiego. W 1353 roku jako wiano księżniczki śląskiej przeszła w ręce królów czeskich. W 1399 roku król czeski Wacław IV ponownie lokował miasto na prawie magdeburskim. Podobnie jak większość Śląska splądrowana przez husytów w roku 1428.
Wykupiona przez zakon w 1494 roku. Przeżywała rozkwit w czasie habsburskich rządów w Czechach od 1526 roku. Poważnie zniszczona i wyludniona w czasie wojny trzydziestoletniej (1618–1648) – z 1000 mieszkańców pozostało 200. Dawna zabudowa gotycka i renesansowa spłonęła w wielkim pożarze w 1730 roku.
Od 1745 roku wraz z większością Śląska w granicach Prus. Od 1808 roku własny samorząd. Do 1810 roku (sekularyzacja dóbr kościelnych w Prusach) pozostawała własnością klasztorną. Od roku 1885 stacja na linii kolejowej Wrocław – Świdnica – zlikwidowanej w ruchu pasażerskim latem 2000 roku.
1 czerwca 1934 roku na fali germanizacji dawnych nazw słowiańskich na Śląsku organizacje Landesamt für vorgeschichtliche Denkmalpflege oraz Zobtengebirgsverein zaproponowały nadprezydentowi prowincji śląskiej zmianę nazwy miasta na Siling a góry Ślęży (niem. Zobtenberg) na Silingberg, aby utrwalić w nazwach żyjące na Śląsku w starożytności wschodniogermańskie plemię Silingów. Władze odmówiły ze względów ekonomicznych i praktycznych. Swoją nazwę zmieniła za to druga z postulujących organizacji – nazywając się Silingverein.
Zdobyta przez Armię Czerwoną 7 maja 1945 roku. W trakcie walk została zniszczona w 50%, odbudowana w latach 50.–60. W latach 70. przyłączono do Sobótki wieś Strzeblów.

## Nazwa miasta
- 1148 – Sabath
- 1193 – Sobath
- 1200 – Sobat
- 1256 – Czobotha
- 1329 – Zobota
- 1336 – Zobotka
- 1343 – Czoboten
- 1399 – Czobothen
- 1404 – Czobotaw
- 1561 – Zobten
- 1847 – polską nazwę Sobótka w książce „Krótki rys jeografii Szląska dla nauki początkowej” wydanej w Głogówku w 1847 roku wymienił śląski pisarz Józef Lompa[4].
- 1938 – Zobten am Berge

Nazwa Sobótka pochodzi od zdrobnienia polskiej nazwy szóstego dnia tygodnia soboty i odbywających się tutaj w ten dzień targów. Niemiecki nauczyciel Heinrich Adamy w swoim dziele o nazwach miejscowych na Śląsku wydanym w 1888 roku we Wrocławiu jako najstarszą nazwę wymienia Sobota podając jej znaczenie „Sonnabenmarkt”, czyli w języku polskim „Targi sobotnie”. Nazwa miejscowości została później fonetycznie zgermanizowana na Zobten i utraciła swoje pierwotne znaczenie.

## Zabytki

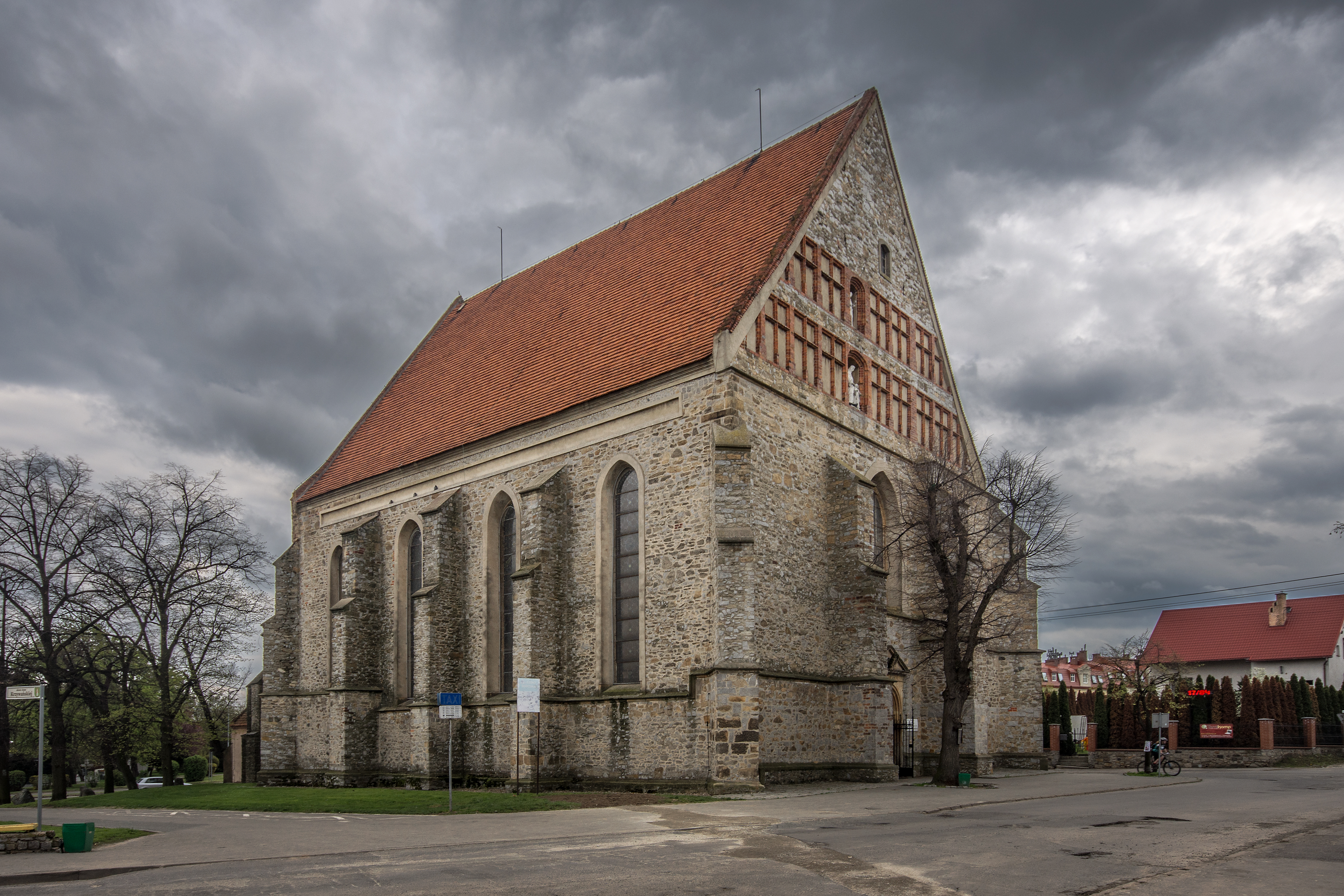
Kościół – sanktuarium św. Anny Samotrzeciej

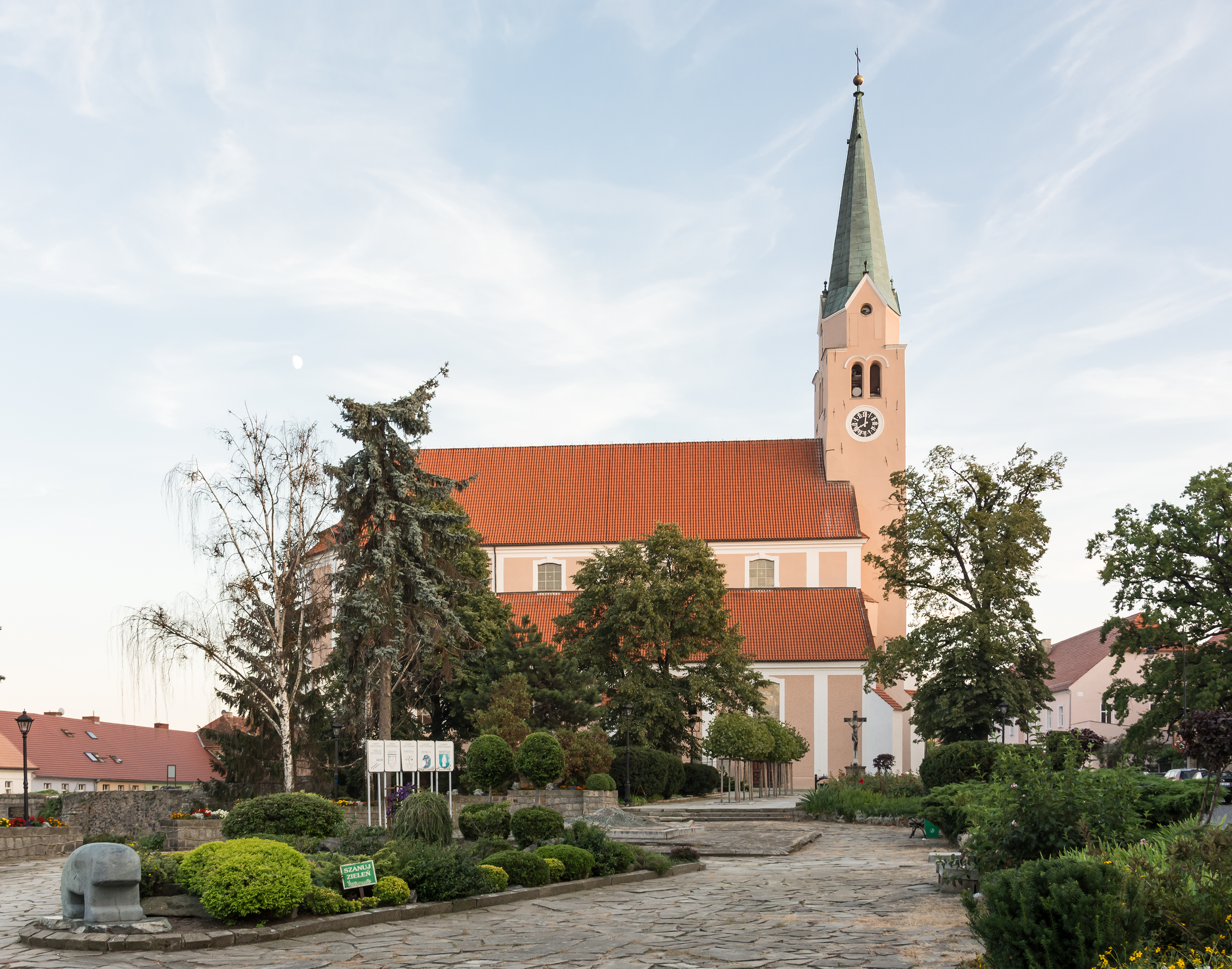
Barokowy kościół św. Jakuba Apostoła

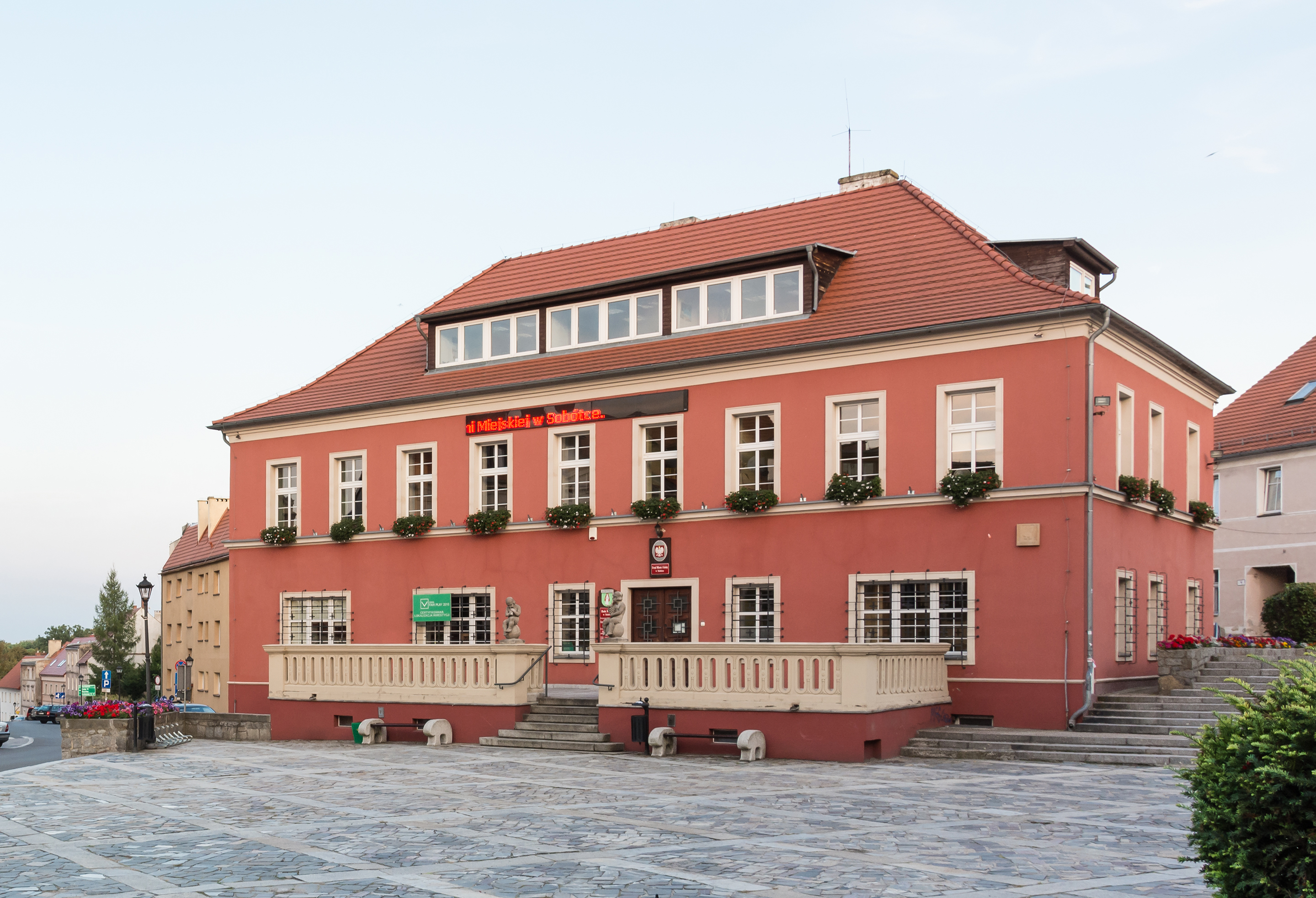
Ratusz z XIX w.

Do wojewódzkiego rejestru zabytków wpisane są:
- miasto, ośrodek historyczny
- kościół – sanktuarium św. Anny Samotrzeciej, z XIV wieku, 1500 roku, 1725 roku; (od 2005 roku dodatkowo Diecezjalne Sanktuarium Matki Boskiej Nowej Ewangelizacji). Legenda głosi, że figura św. Anny Samotrzeciej prawdopodobnie została przywieziona z Kijowa przez żonę Piotra Włosta w XII wieku. Historycy sztuki określają powstanie figury na przełom XIII/XIV wieku rzeźbiona w drzewie lipowym w stylu romańskim z elementami gotyckimi. Dla niej zbudowano kaplicę obecnie prezbiterium. W 1511 roku dobudowano do tylnej ściany kaplicy kościół gotycki, prawdopodobnie w tym samym czasie dobudowano do ściany wschodniej prezbiterium kapliczkę św. Anny. Od 2005 roku w ołtarzu głównym znajduje się XIX-wieczny obraz Matki Boskiej namalowany przez nieznanego artystę otrzymany z Muzeum Archidiecezjalnego we Wrocławiu. Przez cały okres kościół pełnił funkcję kościoła odpustowego i pogrzebowego. W czasie kulturkampfu w 1875 roku władze pruskie odebrały katolikom kościół, w 1893 roku oddały. Wewnątrz kościoła ołtarz główny z 1720 roku w prezbiterium 5 figur św. Janów, przy filarach 4 gotyckie rzeźby (każda 2,5 m wys.): Matka Boska z Dzieciątkiem, św. Anna Samotrzecia, św. Augustyn (lub św. Mikołaj), św. Jadwiga Śląska. Na końcu nawy lewej ołtarz 14 św. Wspomożycieli z 1720 roku, ambona z 1726 roku.

Obok sanktuarium znajduje się granitowa rzeźba „grzyba” (fragment postaci ludzkiej) datowana na okres przedchrześcijański, wg niektórych badaczy celtycki (VI–IV w. p.n.e.) oraz średniowieczny „lew romański”.
- kościół parafialny pw. św. Jakuba Apostoła w stylu barokowym z fragmentami gotyckimi wybudowany w 1739 roku. Badania archeologiczne w kościele przeprowadzone w latach 50. XX wieku wykazały, że obecny kościół jest trzecim kościołem wybudowanym w tym samym miejscu. Obraz św. Jakuba w ołtarzu głównym z ok. 1770 roku, w prezbiterium figury św. Augustyna i św. Norberta z ok. 1725 roku, ołtarze boczne NMP, w stylu barokowym, św. Jana Nepomucena również w stylu barokowym, ołtarz ukrzyżowania z 1739 roku, ambona z ok. 1650 roku w stylu manierystycznym. Przy głównym wejściu po prawej stronie znajduje się lew romański. W 1945 roku podczas zdobywania miasta kościół został spalony, a w następnych latach dewastowany i rozkradany. Od 1957 roku rozpoczęto odbudowę. Kościół został erygowany, oddany do użytku w listopadzie 1960 roku
  - na południowej i północnej ścianach kościoła znajduje się kilka płyt nagrobnych z XIX wieku (pozostałości po cmentarzu przykościelnym).
- ratusz, z XIX wieku Urząd Miasta i Gminy (budynek po dawnym hotelu)
- plebania, ul. św. Jakuba 10, z XVII/XVIII wieku
  - otoczenie plebanii
- dom, ob. znajduje się tu Muzeum Ślężańskie z lapidarium, ul. św. Jakuba 18, z 1568 roku, najstarszy – dawnej własności zakonu kanoników regularnych
- dom, ul. Mickiewicza 25, z połowy XIX wieku.
- Zespół Szkolno-Wychowawczy dla dziewcząt, ul. Słoneczna – budynek po dawnym domu rekolekcyjnym jezuitów pod wezwaniem św. Ignacego.

Sobótka-Górka

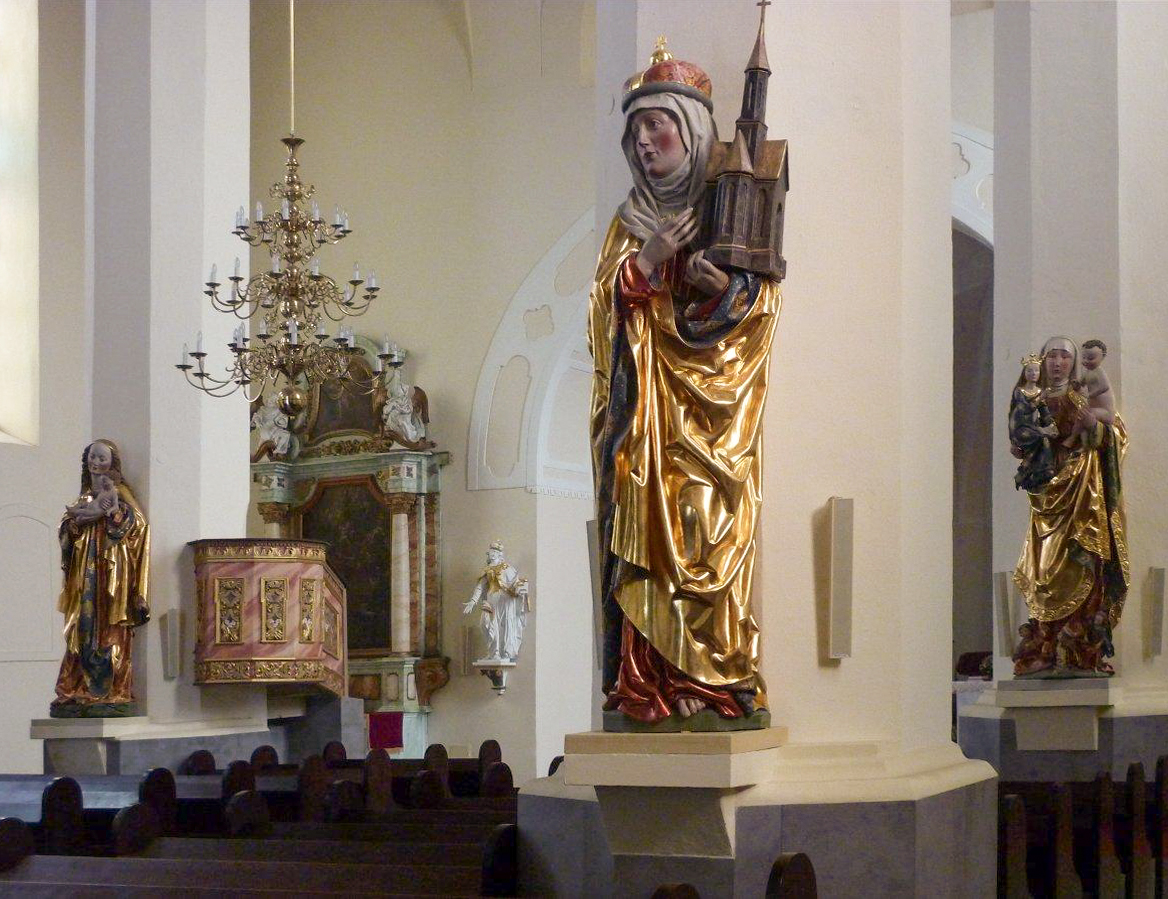
Sobótka, Wnętrze kościoła św. Anny

- zespół rezydencjonalny kanoników regularnych, z drugiej połowy XIX wieku:
  - pałac, tzw. „zamek” z pozostałościami klasztoru i kaplicą, z połowy XIII wieku, czwartej ćwiartki XIX wieku; do kasaty w 1810 roku, w którym obecnie znajduje się hotel
  - budynek bramny
  - oficyna
  - wozownia
  - browar, nieczynny, z połowy XIX wieku
  - zespół budynków po Zespole Szkolno-Opiekuńczym, przy ul. Zamkowej z 1930 roku
  - park

Sobótka – Góra Ślęża
- kościół filialny pw. Nawiedzenia NMP, wybudowany w latach 1698–1702, odbudowany po pożarze w latach 1851–1852
- ogrodzenie z murem oporowym
- schronisko im. R. Zmorskiego, z 1908 roku

inne zabytki:
- kościół Najświętszego Serca Pana Jezusa wybudowany w latach 30. XX wieku
- w centrum wiele domów z drugiej poł. XIX wieku
- rezerwat archeologiczny w Będkowicach.

## Komunikacja

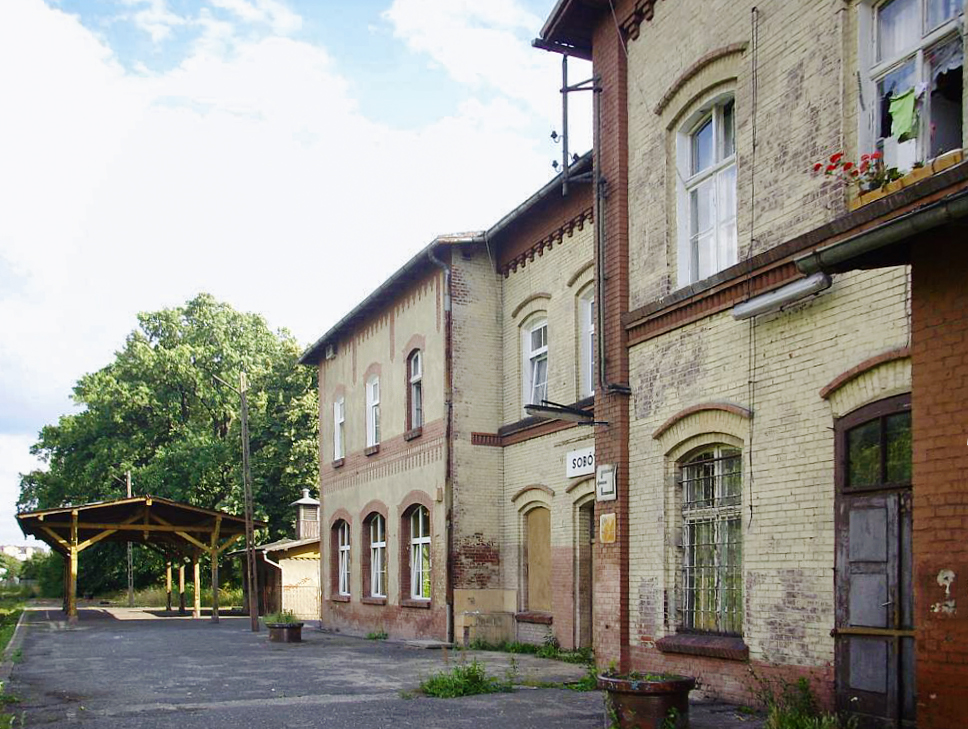
Stacja kolejowa Sobótka

Dojazd z Wrocławia zapewniają autobusy linii 512 (Przełęcz Tąpadła) i 522 (Sobótka Zachodnia) z przedsiębiorstwa Polbus-PKS Wrocław. Po 22 latach przerwy 12 czerwca 2022 roku otwarto linię kolejową Wrocław Główny – Sobótka – Sobótka Zachodnia – Świdnica Miasto.

## Oświata
W Sobótce znajdują się dwa publiczne przedszkola (Przedszkole nr 1 w Sobótce Centrum i Przedszkole nr 2 w Sobótce Górce) oraz dwie publiczne szkoły podstawowe: Szkoła Podstawowa nr 1 im. Janusza Korczaka (Sobótka Centrum) oraz Szkoła Podstawowa nr 2 im. Marii Skłodowskiej-Curie (Sobótka Zachodnia). Funkcjonuje Powiatowy Zespół Szkół, w ramach którego działa liceum oraz technikum. Na terenie miasta jest także Młodzieżowy Ośrodek Wychowawczy i punkt przedszkolny „Misiowa Chatka”. Działają również kluby dziecięce „Mali Odkrywcy” i „Bajkolandia”. W roku 2020 uruchomiono żłobek „Misie Tulisie”, należący do ogólnopolskiej sieci żłobków.

## Wspólnoty wyznaniowe
- Kościół rzymskokatolicki:
  - parafia pw. Świętego Jakuba
  - parafia pw. Najświętszego Serca Pana Jezusa
  - Sanktuarium św. Anny Samotrzeciej
- Kościół Zielonoświątkowy:
  - Zbór w Sobótce, ul. Słoneczna 13[10]
- Świadkowie Jehowy:
  - zbór Sobótka (Sala Królestwa ul. Rubinowa 2)[11][12]

## Demografia
Piramida wieku mieszkańców Sobótki w 2014 roku.

## Burmistrzowie Sobótki
- Eugeniusz Cieleń (2002–2006)
- Zenon Gali (2006–2010)
- Stanisław Dobrowolski (2010–2018)
- Mirosław Jarosz (od 2018)

## Współpraca międzynarodowa
Miasta i gminy partnerskie:
- Berga/Elster[14]
- Gauchy[15]
- Sobotka[16]
- Munster[17]
- Nový Malín[18]

## Ludzie związani z Sobótką

### Honorowi obywatele miasta
Honorowe obywatelstwo miasta otrzymali
- ks. kardynał Henryk Gulbinowicz 24.06.2003
- Antoni Baranowski 24.06.2003
- Catherine i Cornelis van Doorn 24.06.2004
- ks. bp Józef Pazdur 26.10.2006
- Alojzy Mega 27.05.2010
- Henryk Pietrowicz 27.05.2011
- Wacław Żebrowski 28.06.2011
- Anna Krzywańska 30.09.2011
- Stanisław Dunajewski 21.10.2011
- Władysław Kabat 25.11.2011
- ks. Józef Bełch 28.12.2011
- Józef Śliz 21.01.2012
- Karol Modzelewski 06.07.2012
- Paulina Brzeźna-Bentkowska 27.09.2012
- Sławomir Chrzanowski 27.09.2012
- Marian Turowski 27.09.2012
- Zdzisław Wrona 27.09.2012
- Roman Ręgorowicz 27.09.2012
- Zdzisław Szrejter 26.02.2016
- Halina Licowa 28.12.2016
- Eugeniusz Cieleń 24.02.2022

## Szlaki turystyczne
Strzelin – Szańcowa – Gościęcice Średnie – Skrzyżowanie pod Dębem – Gromnik – Dobroszów – Kalinka – Skrzyżowanie nad Zuzanką – Źródło Cyryla – Ziębice – Lipa – Rososznica – Stolec – Cierniowa Kopa – Kolonia Bobolice – Kobyla Głowa – Karczowice – Podlesie – Ostra Góra – Starzec – Księginice Wielkie – Sienice – Łagiewniki – Oleszna – Przełęcz Słupicka – Sulistrowiczki – Ślęża – Sobótka
 Sobótka – Wieżyca – Ślęża – Przełęcz Tąpadła – Świdnica